# ヘリング (潜水艦)
ヘリング (USS Herring, SS-233) は、アメリカ海軍の潜水艦。ガトー級潜水艦の一隻。艦名は北大西洋に生息するタイセイヨウニシンを代表としたニシン科の総称に因む。

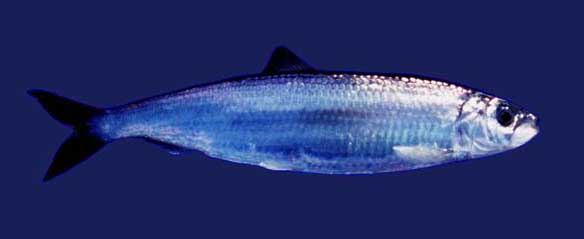
タイセイヨウニシン（Atlantic herring）

## 艦歴
「ヘリング」は1941年7月14日にメイン州キタリーのポーツマス海軍造船所で起工する。1942年1月15日にレイ・スピア少将夫人によって進水し、艦長レイモンド・W・ジョンソン少佐（アナポリス1930年組）の指揮下5月4日に就役する。整調後は他の潜水艦4隻と共にヨーロッパ戦線に投入された。

### 第1から第5の哨戒・大西洋での作戦
10月21日、「ヘリング」は最初の哨戒で地中海に向かった。北アフリカ沿岸のステーションでトーチ作戦に先立っての任務に従事。11月5日にカサブランカに到着し、侵攻作戦は11月8日の朝に始まった。その日、北緯33度34分 西経07度52分 / 北緯33.567度 西経7.867度のカサブランカ近海で、ヴィシー・フランスの輸送船 "Ville du Havre" を発見し、魚雷を4本発射して2本命中させ撃破した。その後、マデイラ諸島方面に移動し哨戒を続けた。11月25日、35日間の行動を終えてスコットランドのロスネースに帰投した。
12月16日、2回目の哨戒でビスケー湾方面に向かった。しかし、ビスケー湾では思いのほか接触が少なく、中立国スペインの船舶の他は、フランス沿岸に基地を持つUボートのための支援船1隻を見たのみであった。1943年2月12日、58日間の行動を終えてロスネースに帰投。艦長がジョン・コーブス少佐（アナポリス1930 年組）に代わった。
3月6日、3回目の哨戒でビスケー湾方面に向かった。この哨戒でも、漁船には多数接触したが、肝心の敵には、3月21日に北緯44度13分 西経08度23分 / 北緯44.217度 西経8.383度の地点で、Uボートらしい物体に魚雷を2本発射して命中を報告した時以外はほとんど接触しなかった。4月12日、37日間の行動を終えてロスネースに帰投。ジョンソン少佐が艦長に復帰した。
5月4日、4回目の哨戒でアイスランド近海に向かった。この海域を突破しようとするUボートに対する哨戒任務に就いたが、Uボートはおろか、その他の敵艦船すら見なかった。6月9日、35日間の行動を終えてロスネースに帰投した。
この後、本国への帰途のついでに5回目の哨戒を行った。7月26日、19日間の行動を終えてニューロンドンに帰投。整備後、8月9日にニューロンドンを出港。サンフランシスコのハンターズ・ポイント海軍造船所でのオーバーホールの後、11月2日に真珠湾に到着した。

### 第6、第7の哨戒 1943年11月 - 1944年1月
11月15日、「ヘリング」は6回目の哨戒で東シナ海方面に向かった。12月14日未明、ヘリングは北緯33度10分 東経125度00分 / 北緯33.167度 東経125.000度の済州島西方でシ206船団を発見し、まず最初の目標に対して魚雷を2本発射し、2本とも輸送船「筥崎丸」（日本製鐵、3,948 トン）に命中してこれを撃沈。続いて別の目標に対して魚雷を2本発射するも、これは命中しなかった。三番目の目標を7,000トン級タンカーに定め、魚雷を2本発射して1本が命中したものと判断された。12月27日には病院船「瑞穂丸」（大阪商船、8,506 トン）を目撃。12月31日から1944年1月1日、「ヘリング」は新年を跨いで第4222船団を追跡し、まず12月31日深夜の攻撃で「千鳥型水雷艇」に対して魚雷を4本発射し、うち2本が命中したものと判断される。続いて1月1日未明には北緯32度15分 東経138度02分 / 北緯32.250度 東経138.033度の青ヶ島沖で2つの目標に対して魚雷を3本ずつ計6本発射、うち2本が特設航空機運搬艦「名古屋丸」（南洋海運、6,072 トン）に命中して撃沈し、1本がもう一つの目標に命中したと判断された。1月8日、56日間の行動を終えてミッドウェー島に帰投。艦長がデイヴィッド・ザブリスキ・ジュニア少佐（アナポリス1936年組）に代わった。
2月14日、7回目の哨戒で日本近海に向かった。豊後水道、九州沿岸を中心に哨戒し、3月20日には北緯31度32分 東経133度01分 / 北緯31.533度 東経133.017度の地点で推定23ノットで航行する2隻の駆逐艦を発見し、浮上攻撃で魚雷を6本発射するが命中しなかった。3月23日夜にも北緯31度35分 東経133度10分 / 北緯31.583度 東経133.167度の地点で初春型駆逐艦と思われる艦艇に向けて魚雷を3本発射し、1本命中させたと判断された。翌3月24日にミッドウェー島に針路を向けるが、その翌日の3月25日未明には、北緯31度50分 東経135度07分 / 北緯31.833度 東経135.117度の地点で鹿児島から鈴鹿に向かう空母「龍鳳」と駆逐艦「早霜」に接触するが攻撃はできず、「早霜」も電探で「ヘリング」を逆探知して戦闘配置を令したが、双方とも何事も起こらなかった。3月28日未明には北緯33度05分 東経140度03分 / 北緯33.083度 東経140.050度の地点で7,000トン級輸送船に対して魚雷を4本発射したが、命中しなかった。4月7日、54日間の行動を終えてミッドウェー島に帰投した。

### 最後の哨戒 1944年5月
5月16日、「ヘリング」は8回目の哨戒で千島列島方面に向かった。5月21日にミッドウェー島に寄港して燃料を補給後出港。10日後、「バーブ (USS Barb, SS-220) 」と合流するが、その後の消息は不明となり、7月13日付で喪失が宣告された。以下は「バーブ」および日本側の記録からおおよそ掴めた「ヘリング」最後の日の出来事である。

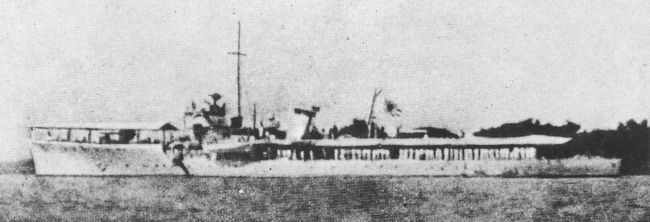
海防艦「石垣」

5月31日に北緯48度28分 東経151度04分 / 北緯48.467度 東経151.067度の地点で「バーブ」と合流した「ヘリング」は、濃霧の中松輪島の西方150マイルの地点でレーダーを使って輸送船団を発見した。この輸送船団は、松輪島から小樽へ回航する空船で構成された輸送船団であり、海防艦「石垣」が先導していた。「ヘリング」は「バーブ」と船団攻撃の手順を打ち合わせた後別れた。「ヘリング」の方が先に船団を確認したらしく、「バーブ」が船団を確認して攻撃態勢を整えようとした時、遠くで爆雷が炸裂する音が聴取された。魚雷を3本発射した後に浮上すると1人の日本人が漂流しており、救助の上尋問すると「石垣」の唯一の生存者であることが分かり、このことから「ヘリング」が「石垣」を撃沈したことが分かった。日本側の記録では11時30分ごろに「石垣」は雷撃を受け、艦首を亡失したまま爆雷攻撃を実施していたようだが、程なく沈没した。「石垣」の沈没地点は北緯46度26分 東経151度36分 / 北緯46.433度 東経151.600度と記録された。「バーブ」も敢然と船団に接近して輸送船を撃沈し、「バーブ」が撃沈していない分、すなわち輸送船「北洋丸」（栗林商船、1,590 トン）は「ヘリング」が撃沈したことが分かった。船団で生き残った海軍徴傭船「岩木丸」（大阪商船、3,125 トン）は急遽松輪島の大和湾に引き返した。
6月1日朝7時43分ごろ、「ヘリング」は大和湾に侵入。魚雷を6本発射して、停泊していた「岩木丸」の右舷に魚雷を2本命中させて撃沈。同じく停泊していた陸軍船「日振丸」（山下汽船、4,366 トン）にも魚雷を2本命中させて撃沈した。「ヘリング」は更なる敵を求めて湾内に深く侵入してきたが、7時56分頃に島の南東端である多岩岬あるいは鵜崎に触礁し、浮上して後進を開始する。これを見た陸上砲台はこの好機を逃さず距離1,200mで銃砲撃を開始し、湾内に攻撃目標とならず残っていた陸軍船「紅海丸」（大阪商船、1,273 トン）も応戦してきた。陸上砲台は12.7センチ高角砲8発、12センチ砲51発、8センチ高角砲63発、各種機銃弾2,986発を発射の上、司令塔に二発命中させた。「ヘリング」の姿は8時5分頃に、天蓋山の130度3,500mの地点で濃霧により見えなくなった。記録には「水泡が5メートル幅の範囲を覆い、重油がおよそ15マイルを覆った」とあるが、「潜航不能トナラシメタルコト確実ト認ムルモ撃沈スルニ至ラズ」とも記された。 しかし、結果的に「ヘリング」は司令塔への命中弾が致命傷となり、その場で沈没したものと考えられている。この際にザブリスキ艦長以下83名の搭乗員全員が戦死した。
「ヘリング」は最後の哨戒で4隻の日本船、総トン数13,202トンを撃沈し、撃沈総トン数は19,959トンに上った。
「ヘリング」は第二次世界大戦の戦功で5個の従軍星章を受章した。
なお、「へリング」へ向け応戦した「紅海丸」は1945年（昭和20年）6月19日、北緯43度11分 東経140度18分 / 北緯43.183度 東経140.300度の積丹半島沖で「シードッグ (USS Sea Dog, SS-401) 」の雷撃により撃沈された。

## 記念碑
「ヘリング」の記念プラークはカリフォルニア州シールビーチの海軍兵器ステーションに設置されている。
2005年6月、松輪島の沈没地点近くに記念プレートが設置された。設置の記念式典はロシア人研究家のエフゲニー・ヴェレシャガが率いた第4回カムチャッカ-クリル歴史・地理調査の際に行われた。

## 残骸発見
2016年、ロシア地理学協会とロシア国防省の合同調査により、松輪島沖104mの海底で「へリング」の残骸が発見された。船体の状態は良好だが、着底の際に艦首が変形していた。また、甲板上の兵器は戦闘態勢に入った形跡がなく、反撃の間もなく沈没したことが判明した。
2019年、ロシア地理学協会会長のセルゲイ・ショイグ国防相は、詳細な沈没地点をアメリカ側に通告したと発表し、さらに2020年に「ヘリング」の残骸を引き揚げる計画だと述べた。ただし、2020年現在、進展は見られない。